# Vicálvaro (metrostation)
Vicálvaro is een metrostation in het stadsdeel Vicálvaro van de Spaanse hoofdstad Madrid. Het station werd geopend op 1 december 1998 en wordt bediend door lijn 9 van de metro van Madrid.